# Official Live: 101 Proof
Official Live: 101 Proof es un álbum recopilatorio en vivo de la banda de Groove metal/Thrash metal norteamericana Pantera. Producido por el baterista de la banda Vinnie Paul y el guitarrista Dimebag Darrell y lanzado el 29 de julio de 1997.
Las primeras catorce pistas son versiones en vivo de publicaciones anteriores a partir de Cowboys from Hell; las últimas dos canciones Where You Come From y I Can't Hide son grabaciones de estudio las cuales se presentaron por primera vez en este álbum. Official Live: 101 Proof alcanzó el #15 en el Billboard 200.
La pista Dom/Hollow es una amalgama de Domination (originalmente de Cowboys from Hell) y Hollow (originalmente de Vulgar Display Of Power). La banda tocó partes de Domination la cual conduce a otras de Hollow eventualmente este juego se llevó a cabo en vivo.
La portada del álbum simula ser la etiqueta de un whiskey de 101% en relación con la prueba de alcohol y 5° se refiere a los grados de alcohol contenidos además de referir que es su quinto álbum (sin contar las producciones más tempranas Metal Magic, Projects In The Jungle, I Am The Night y Power metal).

## Lista de canciones
1. "A New Level" – 4:24
2. "Walk" – 5:50
3. "Becoming" – 3:59
4. "5 Minutes Alone" – 5:36
5. "Sandblasted Skin" – 4:29
6. "Suicide Note Pt. 2" – 4:20
7. "War Nerve" – 5:21
8. "Strength Beyond Strength" – 3:37
9. "Dom/Hollow" – 3:43
10. "This Love" – 6:57
11. "I'm Broken" – 4:27
12. "Cowboys from Hell" – 4:35
13. "Cemetery Gates" – 7:53
14. "Fucking Hostile" – 3:56
15. "Where You Come From" – 5:11
16. "I Can't Hide" – 2:16

## Miembros
- Phil Anselmo- Voz
- Dimebag Darrell- Guitarra
- Rex Brown- Bajo
- Vinnie Paul- Batería

- Datos: Q1768504